# Sailor (альбом)
| Оценки критиков | Оценки критиков |
| Источник        | Оценка          |
| --------------- | --------------- |
| AllMusic        | [ 2 ]           |
| Rolling Stone   | (благосклонный) |

Sailor — второй студийный альбом американской рок-группы The Steve Miller Band, выпущенный в октябре 1968 года на лейбле Capitol Records. Как и в предыдущем альбоме Children of the Future, продюсированием занимался Глин Джонс, но в отличие от своего предшественника, записанного в Лондоне, в Англии, Sailor был записан в Лос-Анджелесе, штат Калифорния. Это также был последний альбом группы, записанный с участием оригинальных участников — Боза Скаггса и Джима Питермана.
В 1969 году песня «Living in the U.S.A.» была перепета группой Wilmer & the Dukes.

## Список композиций
Сторона 1
1. «Song for Our Ancestors» (Стив Миллер) — 5:57
2. «Dear Mary» (Миллер) — 3:35
3. «My Friend» (Тим Дэвис[англ.], Боз Скаггс) — 3:30
4. «Living in the U.S.A.» (Миллер) — 4:03

Сторона 2
1. «Quicksilver Girl» (Миллер) — 2:40
2. «Lucky Man» (Джим Питерман) — 3:08
3. «Gangster of Love[англ.]» (Джонни «Гитар» Уотсон[англ.]) — 1:24
4. «You’re So Fine» (Джимми Рид) — 2:51
5. «Overdrive» (Скаггс) — 3:54
6. «Dime-a-Dance Romance» (Скаггс) — 3:26

## Участники записи
- Стив Миллер — гитара, ведущий вокал (треки 1, 2, 4, 5, 7, 8), губная гармоника
- Боз Скаггс — гитара, бэк-вокал, ведущий вокал (треки 9, 10)
- Лонни Тёрнер — бас-гитара, бэк-вокал
- Джим Питерман — клавишные, бэк и ведущий вокалы (6 трек)
- Тим Дэвис[англ.] — ударные, бэк и ведущий вокалы (3 трек)

## Позиция в чартах
| Чарт (1968)      | Позиция |
| ---------------- | ------- |
| US Billboard 200 | 24      |

| Чарт (1969)                | Позиция |
| -------------------------- | ------- |
| Canada (RPM Top 50 Albums) | 27      |